# Мосимбоа-да-Прая
Мосимбоа-да-Прая (порт. Mocímboa da Praia) — город на севере Мозамбика, столица одноимённого округа. Расположен недалеко от границы с Танзанией.

## История
Город приобрел известность в колониальный период в связи с наличием порта, через который проходил экспорт природных ресурсов. Во время войны за независимость, португальцы разместили в Мосимбоа-да-Прая свои военные базы. 
Во время гражданской войны в городе были созданы палаточные лагеря для беженцев с юга страны. Многие люди так и остались жить здесь после подписанных мирных соглашений в 1992 году.
24 марта 2020 года в ходе исламистского мятежа на севере Мозамбика боевики атаковали город. Первыми целями террористов стали воинская часть и полицейские участки. Ответственность за нападение взяло ИГ. Несколько групп боевиков прибыли на лодках и высадились на городской пляж. Другие боевики приехали на внедорожниках, полностью окружив город. Власти сообщили о большом количестве убитых и раненых в первые часы нападения террористов. После этого военные Мозамбика блокировали дороги возле города и начали операцию с целью выбить боевиков из города.

## Демография
Население города составляет 30 950 чел. (оценочно на 2010 год). Многие жители говорят на суахили.

## Экономика
Население города занято, в основном, рыболовством и лесозаготовкой.

## Транспорт
Через город проходит международная автодорога, связывающая Мозамбик и Танзанию. В Мосимбоа-да-Прая есть аэропорт, с длиной взлётно-посадочной полосы 2 000 метров.